# Leiothrix rupestris
Leiothrix rupestris är en gräsväxtart som beskrevs av Ana Maria Giulietti. Leiothrix rupestris ingår i släktet Leiothrix och familjen Eriocaulaceae. Inga underarter finns listade i Catalogue of Life.